# Ролло
Ролло (фр. Rollon; близько 846 — близько 930) — один із ватажків вікінгів. Також відомий як Роберт за отриманим при хрещенні ім'ям. Норвежець або данець за походженням, Ролло був першим правителем вікінгської області, з якої пізніше утворилась Нормандія. Вважається засновником шотландського клану Ролло. Нащадки Ролло стали герцогами Нормандії, а, пізніше, й королями Англії.

## Життєпис
Він був високий на зріст, жоден кінь не міг витримати його ваги. Тому й назвали його Ролло Пішоходом. Він часто робив набіги на країни Східної Балтії.
За договором Сен-Клер-сюр-Епт 911 року з королем Карлом III Простакуватим Ролло присягнув королю у феодальній вірності, змінив своє ім'я на франкський кшталт, хрестився, можливо отримавши хрещене ім'я Роберт. За це він одержав від короля землі від річки Епт і до моря та ще Бретань на додачу. Також Ролло отримав титул правителя Нормандії, області з центром у місті Руан, і одружився з королівською дочкою Гізелою.

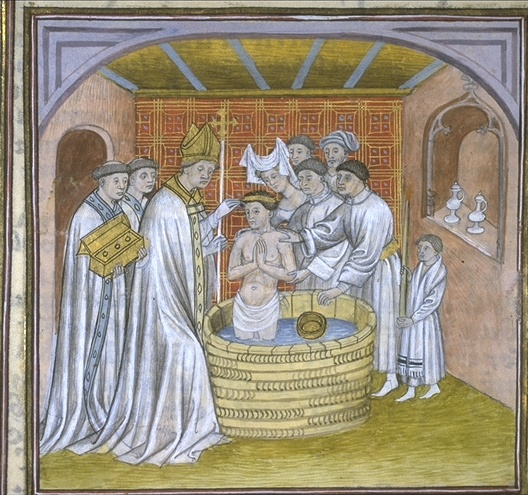
Хрещення Ролло

З 911 року Ролло, дотримуючись даного слова, охороняв береги Сени, але при цьому продовжував чинити набіги на землі Фландрії. Коли короля Карла III було усунуто від влади, Ролло заявив, що його присяга королю Франції більше не має сили, й почав розширювати свої землі на захід. Таким чином, його вікінги взяли владу над Ле-Маном та Байо, надалі у 924 році захопили Бессен, а наступного року здійснили напади на територію Пікардії.
Ролло розподілив землі у межиріччі Епту та Ріслу між підлеглими йому вождями, де вони й розміщувались зі своїми вікінгами. Але поступово люди Ролло одружувались із місцевими жінками й переходили до осілого способу життя. На час смерті Ролло кордони його земель сягали на заході річки Вір.

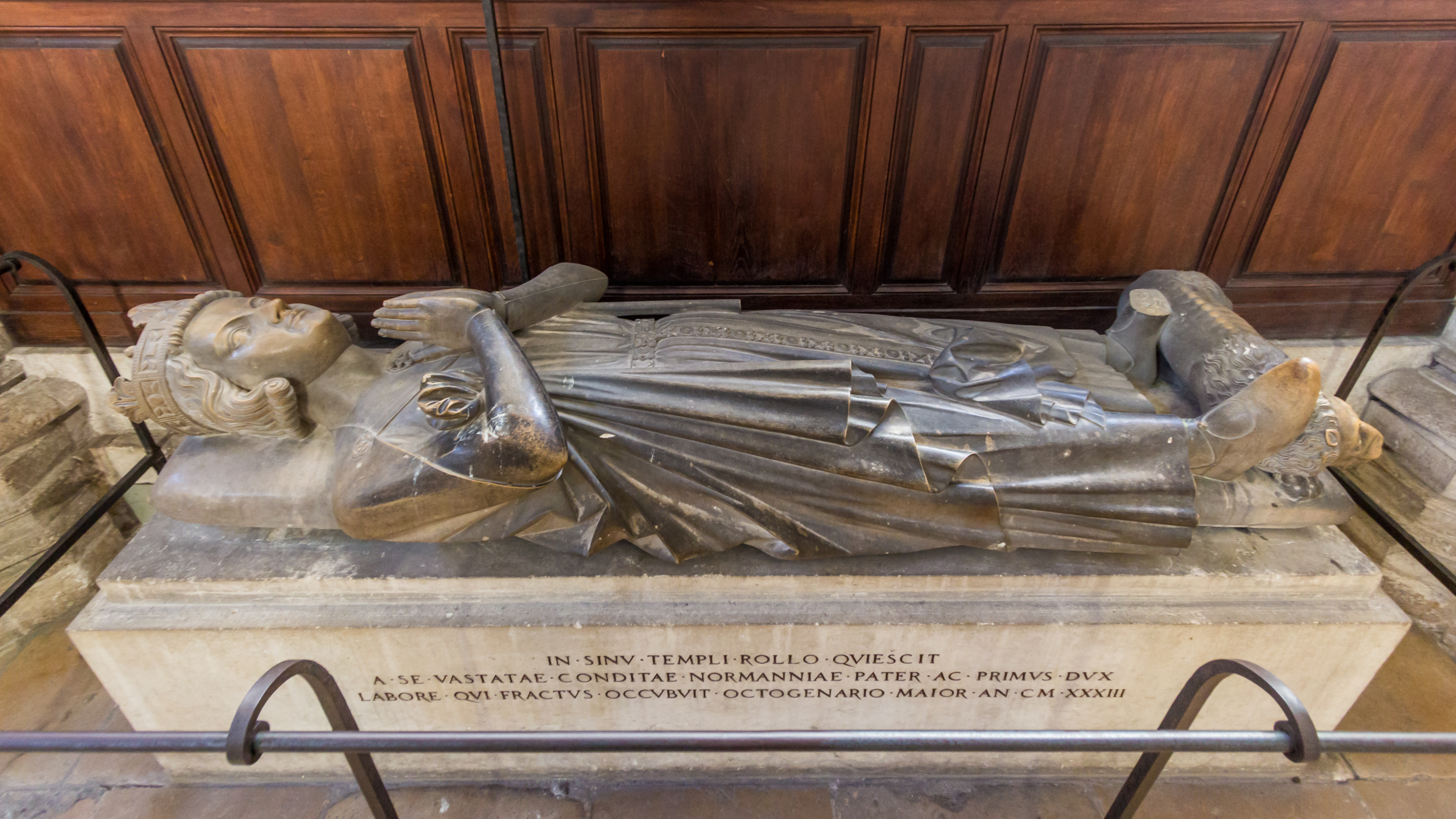
Гробниця Ролло в Руанському соборі

У 927 році Ролло зрікся престолу на користь свого сина Вільгельма Довгого Меча. Проживши ще кілька років, помер між 928 та 932 роками.